# Eucnide
Genre
Classification phylogénétique
Eucnide est un genre botanique de la famille des Loasaceae.

## Liste des espèces
Selon ITIS (16 octobre 2016) :
- Eucnide aurea (A. Gray) H.J. Thomps. & W.R. Ernst
- Eucnide bartonioides Zucc.
- Eucnide grandiflora (Groenl.) Rose
- Eucnide rupestris (Baill.) H.J.Thompson & Ernst

Selon NCBI (16 octobre 2016) :
- Eucnide aurea (A. Gray) H.J. Thomps. & W.R. Ernst
- Eucnide bartonioides Zucc.
- Eucnide cordata Kellogg
- Eucnide lobata (Hook.) A.Gray
- Eucnide rupestris (Baill.) H.J.Thompson & Ernst
- Eucnide urens (Parry ex Gray) Parry